# Gonodonta lincus
Gonodonta lincus là một loài bướm đêm trong họ Noctuidae.